# جو كرونين
جو كرونين (بالإنجليزية: Joe Cronin) هو لاعب كرة قاعدة أمريكي، ولد في 12 أكتوبر 1906 في سان فرانسيسكو في الولايات المتحدة، وتوفي في 7 سبتمبر 1984 في Osterville, Massachusetts ‏ في الولايات المتحدة بسبب سرطان.

## وصلات خارجية
- جو كرونين على موقع دوري كرة القاعدة الرئيسي (الإنجليزية)
- جو كرونين على موقعبيزبول رفرنس.كوم (الدوري الرئيسي) (الإنجليزية)
- جو كرونين على موقع مشجعي الرسوم البيانية (الإنجليزية)
- جو كرونين على موقع قاعة مشاهير كرة القاعدة (الإنجليزية)
- جو كرونين على موقع إن إن دي بي (الإنجليزية)